# Xylophanes meridanus
Espèce
Xylophanes meridanus est une espèce de lépidoptères de la famille des Sphingidae, de la sous-famille des Macroglossinae, tribu des Macroglossini, sous-tribu des Choerocampina, et du genre Xylophanes.

## Description
L'espèce est semblable à Xylophanes amadis, mais la bande médiane pâle est toujours interrompue par des stries noires le long des nervures, en particulier celles de la partie postérieure de l'aile.

## Biologie
Les larves se nourrissent sur Psychotria panamensis, Psychotria nervosa et Pavonia guanacastensis.

## Distribution et habitat
Distribution
L'espèce est connue au Surinam et au Venezuela.

## Systématique
L'espèce Xylophanes meridanus a été décrite par les entomologistes Lionel Walter Rothschild et Karl Jordan, en 1910.